# Park Tower (Chicago)
Der Park Tower ist ein 257,3 Meter hoher Wolkenkratzer in Chicago (Illinois, Vereinigte Staaten). Das an der East Chicago Avenue gelegene Gebäude wird für Wohnungen, Geschäfte und als Hotel genutzt. Es wurde im Jahr 2000 fertiggestellt und hat 67 Etagen. Die Grundfläche des Gebäudes ist 2.601 Quadratmeter. Er ist das 12-höchste Gebäude Chicagos. In den unteren Etagen des Gebäudes befindet sich ein der Öffentlichkeit zugängliches Restaurant mit besonders großen Fensterscheiben, die vom herkömmlichen Design des Gebäudes abweichen.